# 肯·詹宁斯
肯尼斯·韋恩·「肯」·詹宁斯三世（英語：Kenneth Wayne "Ken" Jennings III，1974年5月23日—）是美國的遊戲節目參賽者和作家，亦是美國遊戲節目《危险边缘》主持人。他已經結婚並育有一子一女。
詹寧斯在2020年9月的第37輯開始時被任命為《危险边缘》的顧問製作人，並於2020年11月23日被任命為節目輪換的臨時主持人之一。由2023年12月開始，他成為該節目的唯一主持人。
另外，他也是美國奇幻小說家『山神』布蘭登·山德森在楊百翰大學的大學室友。

## 外部連結
- 官方网站
- 肯·詹宁斯的X（前Twitter）
- Jeopardy! web site （页面存档备份，存于）
- Jennings' February 2013 TED talk (video), "Watson, Jeopardy and me, the obsolete know-it-all" （页面存档备份，存于）
- Jennings' Top 2000 Favorite Movies Page
- Ken Jennings在互联网电影资料库（IMDb）上的資料（英文）
- 2006 IMNO Interview with Ken Jennings